# Pantaleón (pintor)

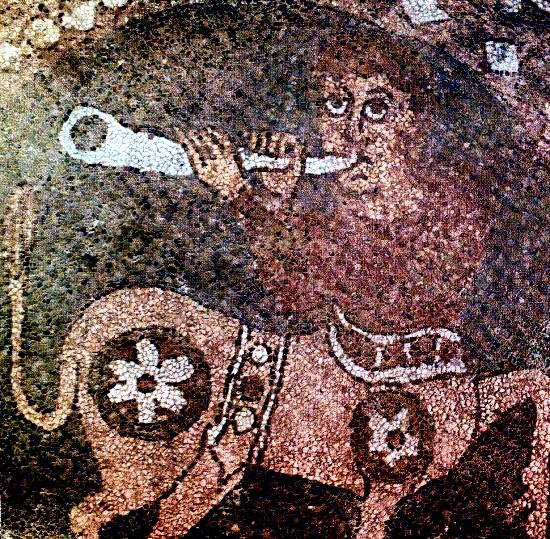
Catedral de San Cataldo, Mosaico del piso realizado por Petroio de Taranto, alumno de Pantaleón.

Pantaleón fue un monje basiliano y artista de mosaicos del siglo XII.
De Pantaleón no se saben datos biográficos ciertos pero se puede creer que fue un clérigo, pues se autodenomina Pantaleonis presbiteri, probablemente un monje que seguía la regla de san Basilio y de origen griego.
Su obra más importante fue el mosaico del pavimento de la Catedral de Otranto, realizado entre el año 1163 y el 1165 muestra no solo su habilidad en el arte sino también su profundidad teológica.

## Mosaico del pavimento de la catedral de Otranto
Esta obra, original y perfectamente conservada, ofrece un corte transversal de la cultura del Alta Edad Media bastante excepcional y de difícil interpretación. Junto a las escenas claras del Antiguo Testamento (jamás del Nuevo) como la Expulsión de Adán y Eva del jardín de Edén, La historia de Caín y Abel, La construcción de la Torre de Babel, Noé y el arca, Sansón y el profeta Jonás; se muestran también historias y personajes de la cultura pagana como Diana cazadora, Atlante que sostiene el mundo en sus espaldas, el Minotauro y Alejandro Magno.
En la parte central de la nave se extiende una Árbol de la vida y a la derecha (mirando hacia el altar) doce medallones que representan a los meses y al zodiaco (un tema desarrollado también en otras iglesias medievales). En el pavimento otras escenas están inspiradas por la cultura caballeresca con las historias del Rey Arturo (Rex Arcturus) y Parsifal.
No faltan el Paraíso y el Infierno, donde se agitan los condenados entre los tormentos y un gordo Satanás coronado y a caballo de un dragón. Resulta interesante una de las pocas representaciones del Diablo negro (Puer niger) todavía con las alas blancas del ángel, que bien pronto serán sustituidas por las de un murciélago.
En el centro de la nave hay otros medallones, trece de los cuales forman un clásico Bestiario medieval en el cual se pueden reconocer: un basilisco, un lince, un centauro, un unicornio y una antigua iconografía de la sirena representada mientras sostiene entre los brazos sus dos colas.
La simbología teológica de los mosaicos es tema de estudio entre los estudiosos pues resulta difícil deducir el sentido que Pantaleón o quien haya solicitado los mosaicos quería darle.

## Otros mosaicos
Algunos mosaicos semejantes o provenientes de la misma escuela se pueden admirar en la Catedral de Taranto y en la de Brindisi, en Giovinazzo, Ruvo di Puglia, Bitonto, Tranti y en la Basílica de San Nicola en Bari aunque no se conservan completas y son de difícil lectura.
El mosaico de la catedral de Brindisi ha sido atribuido, por algunos historiadores a Pantaleón, mientras que los de la catedral de Taranto a un alumno suyo, Petroio de Taranto.